# Quinto Opimio
Quinto Opimio (latino: Quintus Opimius) (fl. II secolo a.C.) è stato un politico e militare romano.

## Biografia
Fu il primo membro della gens Opimia a giungere al consolato, nel 154 a.C. con Lucio Postumio Albino come collega.
A Opimio fu affidata la Gallia Cisalpina e in questa veste condusse una guerra contro le tribù liguri degli Oxybii e dei Deciatae, che avevano saccheggiato i territori delle città di Antipoli e Nicea, appartenenti a Massilia, a sua volta alleata di Roma. Opimio riuscì facilmente a sconfiggere entrambe le tribù ed ottenne il trionfo.